# Natação nos Jogos Olímpicos de Verão da Juventude de 2014 - 100 m livres Rapazes
As provas de natação' dos' 100 m livres de rapazes nos Jogos Olímpicos de Verão da Juventude de 2014 decorreram a 21 e 22 de Agosto de 2014 no natatório do Centro Olímpico de Desportos de Nanquim em Nanquim, China. Na final, o Ouro foi ganho pelo brasileiro Matheus Santana (que bateu o Recorde Mundial Júnior), seguido de Hexin Yu que foi Prata pela China. Damian Wierlin ficou com o Bronze pela Alemanha.

## Medalhistas
| Ouro   | BRA Matheus Santana |
| Prata  | CHN Yu Hexin        |
| Bronze | GER Damian Wierling |

## Resultados da final
| Pos.              | Linha | Nadador             | Tempo total | Diferença |
| ----------------- | ----- | ------------------- | ----------- | --------- |
| Medalha de ouro   | 4     | BRA Matheus Santana | 48.25       |           |
| Medalha de prata  | 2     | CHN Yu Hexin        | 49.06       | +0.81     |
| Medalha de bronze | 8     | GER Damian Wierling | 49.07       | +0.82     |
| 4                 | 3     | ITA Alessandro Bori | 49.65       | +1.40     |
| 5                 | 5     | NED Kyle Stolk      | 49.83       | +1.58     |
| 6                 | 7     | GBR Duncan Scott    | 49.96       | +1.71     |
| 7                 | 1     | POL Jan Holub       | 50.01       | +1.76     |
| 8                 | 6     | CAN Javier Acevedo  | 50.29       | +2.04     |